# احمد جمشیدیان
احمد جمشیدیان (متولد ۲۶ اردیبهشت ۱۳۶۳ در همدان) بازیکن سابق و مربی فوتبال اهل ایران است.

## وضعیت باشگاهی
احمد جمشیدیان، عضو تیم راه‌آهن تهران بود که در نقل و انتقالات تابستان ۲۰۰۸ به سپاهان پیوست. و در طول ۵ سال بازی در این تیم به ۳ عنوان قهرمانی در لیگ برتر و یک عنوان قهرمانی جام حذفی رسید. جمشیدیان در دوازدهم خرداد ۹۲ با عقد قرارداد یک ساله به تیم باشگاه فوتبال استقلال تهران پیوست.

## بازی ملی
احمد جمشیدیان نخستین بازی ملی خود را در یک بازی دوستانه و در مقابل اکوادور به انجام رساند.

## مربیگری
احمد جمشیدیان نخستین تجربه سرمربیگری خود را در فصل ۹۸–۱۳۹۷ با تیم دسته دومی پاس همدان تجربه کرد که طی دو فصل حضور در این تیم نتایج نسبتاً خوبی نیز کسب کرد اما در نهایت موفق به صعود نشد، پس از آن در فصل ۱۴۰۰–۱۳۹۹ در لیگ دسته اول حضور ناموفق و کوتاه مدتی در تیم شهرداری آستارا داشت و در فصل ۱۴۰۲–۱۴۰۱ نیز به عنوان سرمربی با تیم شهرداری همدان از لیگ دسته اول به لیگ دسته دوم سقوط کرد.

## آمار حضور در باشگاه‌ها
| باشگاهی | باشگاهی          | باشگاهی               | لیگ  | لیگ                           | جام      | جام      | قاره | قاره | مجموع | مجموع |
| فصل     | باشگاه           | لیگ                   | بازی | گل                            | بازی     | گل       | بازی | گل‌   | بازی  | گل‌    |
| ایران   | ایران            | ایران                 | لیگ  | لیگ                           | جام حذفی | جام حذفی | آسیا | آسیا | مجموع | مجموع |
| ------- | ---------------- | --------------------- | ---- | ----------------------------- | -------- | -------- | ---- | ---- | ----- | ----- |
| ۱۳۸۳–۸۴ | ملوان بندر انزلی | جام خلیج فارس         | ۲۱   | ۳                             |          |          | -    | -    |       |       |
| ۱۳۸۴–۸۵ | راه‌آهن شهرری     | جام خلیج فارس         | ۲۹   | ۳                             |          |          | -    | -    |       |       |
| ۱۳۸۵–۸۶ | راه‌آهن شهرری     | جام خلیج فارس         | ۲۶   | ۵                             |          |          | -    | -    |       |       |
| ۱۳۸۶–۸۷ | راه‌آهن شهرری     | جام خلیج فارس         | ۲۷   | ۳                             |          |          | -    | -    |       |       |
| ۱۳۸۷–۸۸ | سپاهان اصفهان    | جام خلیج فارس         | ۲۷   | ۴                             |          | ۳        | ۵    | ۰    |       | ۷     |
| ۱۳۸۸–۸۹ | سپاهان اصفهان    | جام خلیج فارس         | ۳۱   | ۹                             |          |          | ۵    | ۲    |       |       |
| ۱۳۸۹–۹۰ | سپاهان اصفهان    | جام خلیج فارس         | ۱۴   | ۲                             | ۱        | ۱        | ۳    | ۳    | ۱۸    | ۶     |
| ۱۳۹۰–۹۱ | سپاهان اصفهان    | جام خلیج فارس         |      |                               |          |          |      |      |       |       |
| ۱۳۹۱–۹۲ | سپاهان اصفهان    | جام خلیج فارس         |      |                               |          |          |      |      |       |       |
| ۱۳۹۲–۹۳ | استقلال تهران    | جام خلیج فارس         | ۹    | ۰                             | ۰        | ۰        | ۴    | ۰    | ۱۳    | ۰     |
| ۱۳۹۳–۹۴ | پیکان تهران      | جام خلیج فارس         | ۱۱   | ۰                             | ۰        | ۰        |      |      | ۱۱    | ۰     |
| ۱۳۹۴–۹۵ | پاس همدان        | لیگ آزادگان (دسته یک) | ۱۵   | ۵                             | ۰        | ۰        |      |      | ۱۵    | ۵     |
| مجموع   | ایران            | ایران                 | ۱۷۵  | ۳۰\|\|\|\|\|\|۱۳\|\|۵\|\|\|\| |          |          |      |      |       |       |
| کل دوره | کل دوره          | کل دوره               | ۱۷۵  | ۳۰\|\|\|\|\|\|۱۳\|\|۵\|\|\|\| |          |          |      |      |       |       |

- پاس‌های گل

| فصل     | تیم          | پاس گل |
| ------- | ------------ | ------ |
| ۱۳۸۴–۸۵ | راه‌آهن شهرری | ۱      |
| ۱۳۸۵–۸۶ | راه‌آهن شهرری | ۲      |
| ۱۳۸۶–۸۷ | راه‌آهن شهرری | ۵      |
| ۱۳۸۷–۸۸ | سپاهان       | ۳      |
| ۱۳۸۸–۸۹ | سپاهان       | ۷      |
| ۱۳۸۹–۹۰ | سپاهان       | ۱      |

## افتخارات
- لیگ برتر
- قهرمانی در لیگ برتر فوتبال ایران ۸۹-۸۸ به همراه تیم سپاهان اصفهان
- قهرمانی در لیگ برتر فوتبال ایران ۹۰-۸۹ به همراه تیم سپاهان اصفهان
- قهرمانی در لیگ برتر فوتبال ایران ۹۱-۹۰ به همراه تیم سپاهان اصفهان
- جام حذفی
- قهرمانی در جام حذفی فوتبال ایران ۹۲–۹۱ به همراه تیم سپاهان اصفهان